# 3. Jahrhundert
Portal Geschichte | Portal Biografien | Aktuelle Ereignisse | Jahreskalender | Tagesartikel

◄ |
1. Jh. |
2. Jh. |
3. Jahrhundert
| 4. Jh.
| 5. Jh.
| ►

200er |
210er |
220er |
230er |
240er |
250er |
260er |
270er |
280er |
290er

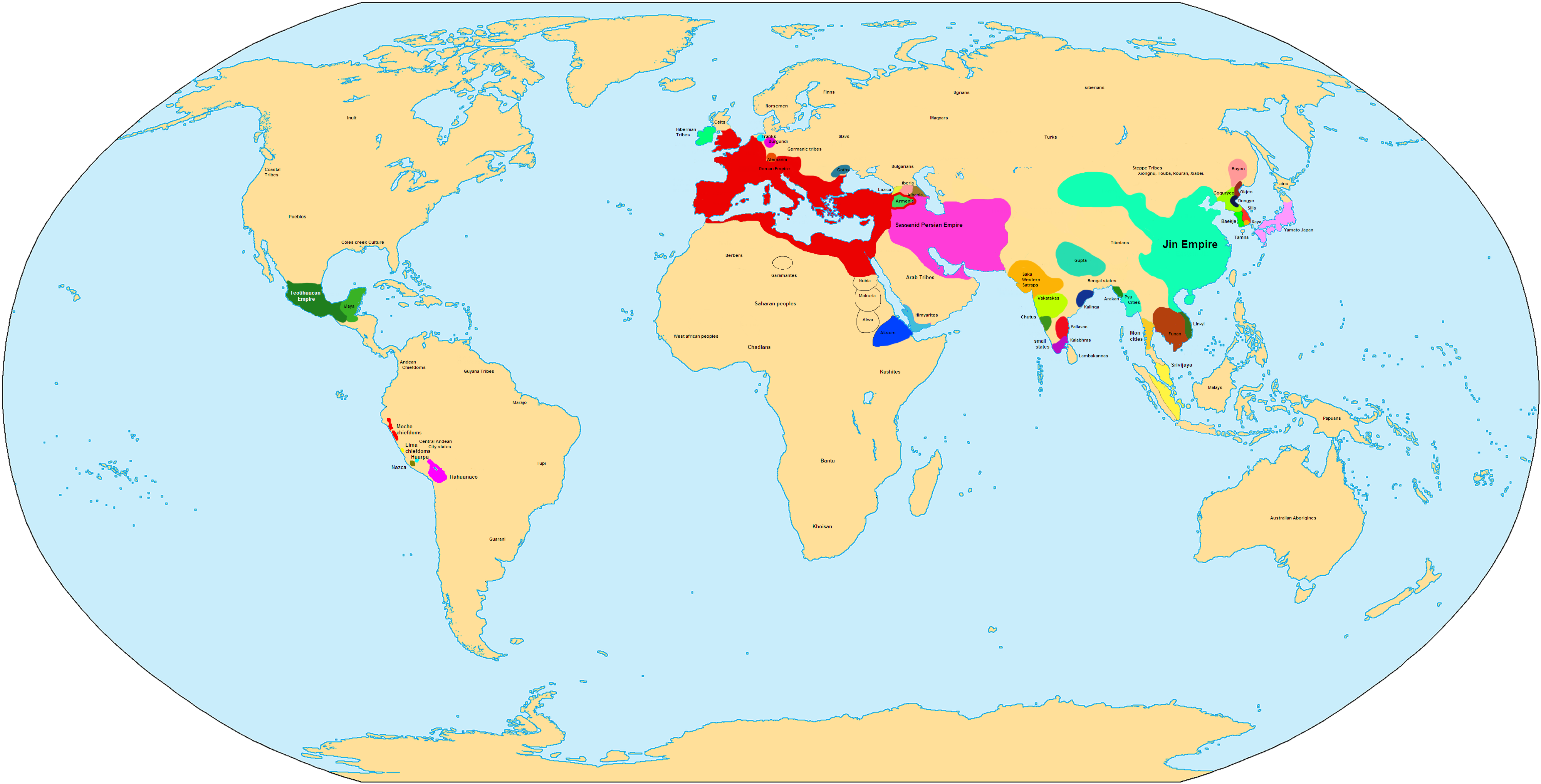
Globale territoriale Situation im 3. Jahrhundert

Das 3. Jahrhundert begann am 1. Januar 201 und endete am 31. Dezember 300.
Es markiert für das Römische Reich den Übergang vom Prinzipat zur Spätantike.

## Zeitalter/Epoche
- Das Römische Reich wird in den Jahren 235–285 von den sogenannten „Soldatenkaisern“ regiert. Diese werden meist im Rahmen von Usurpationen von den Legionen zum Kaiser ausgerufen und regieren oftmals nur wenige Monate. Diese Phase der römischen Geschichte wird traditionell auch als die Zeit der Reichskrise des 3. Jahrhunderts bezeichnet. Erst Diokletian gelingt ab 284 durch Reformen eine Stabilisierung. Damit beginnt die Epoche der Spätantike.
- Das Christentum wird erstmals im ganzen Römischen Reich systematisch verfolgt, behauptet sich aber trotz äußerer Widernisse und innerer Kämpfe um seine Vereinbarkeit mit dem Privateigentum und dogmatischer Streitigkeiten wie dem Ketzertaufstreit.
- Ausgehend von Alexandria erleben die pagane griechische Philosophie und Mathematik eine Renaissance (Neuplatonismus).
- Im Iran wird das Sassanidenreich begründet.

- Die Pyramiden der Maya leiten in Mittelamerika eine Epoche der Monumentalbauten ein.
- In Japan erfolgt eine Trennung von „Kirche“ und Staat (Säkularisierung).
- China ist von 220 bis 280 geteilt: Diese Zeit der Drei Reiche wird durch Kaiser Wu von Jin beendet.

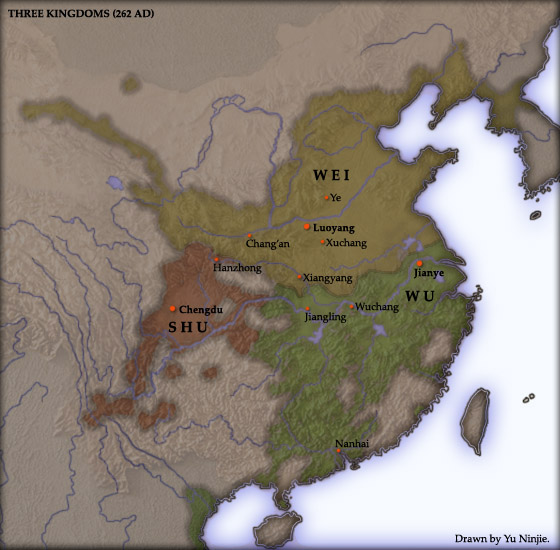
Gebiete der Drei Reiche ca. 208–280 n. Chr.

## Ereignisse/Entwicklungen
- Mit der Constitutio Antoniniana wird im Jahr 212 fast allen persönlich freien Bewohnern des Imperium Romanum das römische Bürgerrecht verliehen.
- Seit 231 kommt es wiederholt zu heftigen Kämpfen zwischen den Sassaniden und Rom (siehe auch Römisch-Persische Kriege).
- Die Gebiete östlich des Rheins, nördlich des Bodensees und westlich der Iller (im Bereich Baden-Württembergs in etwa dessen heutige Grenzen) werden um 260 vom Römischen Reich geräumt und fallen dauerhaft an die Germanen („Limesfall“).
- 250 kommt es zur ersten reichsweiten Christenverfolgung im Imperium Romanum.
- 262 zerstören Goten den Artemis-Tempel von Ephesos, eines der sieben Weltwunder der Antike.
- 267 plündern germanische Heruler Athen.
- 293 begründet Diokletian die römische Tetrarchie. Fortan gibt es bis 476 stets mindestens zwei Kaiser im Reich.

## Bauwerke
- 201 Ende der Bauarbeiten an den Barbarathermen in Trier[1]

## Persönlichkeiten
- Cao Cao (155–220), Wegbereiter der Wei-Dynastie
- Cyprian, nordafrikanischer Kirchenlehrer und Bischof von Karthago
- Plotin, griechischer Philosoph aus Alexandria; gilt als der Hauptvertreter des Neuplatonismus
- Paulus von Samosata, Kirchenlehrer aus Vorderasien, Bischof von Antiochia und Ratgeber der Königin Zenobia von Palmyra; wurde als Häretiker aus der christlichen Kirche exkommuniziert
- Sima Yi (179–251), Wegbereiter der Jin-Dynastie
- Sima Yan (236–290), Vereiniger Chinas
- Aurelian, römischer Kaiser von 270 bis 275
- Diophantos von Alexandria, griechischer Mathematiker
- Longinos, griechischer Philosoph und Sprachwissenschaftler syrischer Herkunft
- Schapur I., König von Persien (Sassanidenherrscher)
- Zenobia, Herrscherin von Palmyra und des römischen Orients
- Mani, persischer Religionsbegründer des Manichäismus
- Pappos, griechischer Mathematiker in Alexandria
- Kelsos griechischer Philosoph (Platoniker), älteste bekannte Streitschrift gegen das Christentum „Wahre Lehre“.
- Origenes, christlicher Theologe, wurde beauftragt eine Schrift gegen Kelsos zu verfassen.
- Porphyrios, Philosoph (Neuplatoniker) aus Vorderasien
- Probus, römischer Kaiser von 276 bis 282
- Diokletian, römischer Kaiser von 284 bis 305
- Pamphilos von Caesarea, Priester und Kirchenlehrer aus Phönizien; wurde als Christ gefoltert, eingekerkert und enthauptet
- Antonius der Große, auch Antonius Abbas oder Antonius Eremita, ägyptischer Mönch, Asket und Einsiedler
- Arius, christlicher Presbyter aus Alexandria. Nach ihm ist die Lehre des Arianismus benannt
- Lactantius, ein aus der Provinz Africa stammender Priester, Rhetoriker und Kirchenlehrer
- Eusebius von Caesarea, Bischof und Kirchenlehrer als Vater der Kirchengeschichte bezeichnet
- Jamblichos, griechischer Philosoph aus Chalkis (Syrien)
- Bhasa, indischer Dichter, Vorreiter des klassischen indischen Dramas
- Donatus, nordafrikanischer Religionsphilosoph und Priester
- Konstantin I., auch bekannt als Konstantin der Große, war römischer Kaiser von 306 bis 337
- Fasir, nordafrikanischer Prediger und Freiheitskämpfer
- Liu Hui, chinesischer Mathematiker

## Erfindungen und Entdeckungen
- 216: Kaiser Caracalla vollendet den zehn Jahre zuvor begonnenen Bau der nach ihm benannten größten öffentlichen Badeanlage Roms, den Caracalla-Thermen.
- Um 230: Claudius Aelianus beschreibt die vom Zitterrochen ausgehende „betäubende Wirkung“ (Elektrizität).
- Um 250: In China werden erste eiserne Hängebrücken gebaut.
- Um 260: In Skandinavien sind Schlittschuhe mit Eisenkufen in Gebrauch.
- 284: In Alexandria wird die Diokletianische Zeitrechnung eingeführt, die mit der Thronbesteigung des römischen Kaisers Diokletian beginnt und später von den christlichen Kopten übernommen wurde.
- Um 290: Pappos von Alexandria entwickelt die später als Guldinsche Regeln bekannten Formeln zur Berechnung von Rauminhalt und Oberfläche von Rotationskörpern.